# Polygonum paleaceum
Polygonum paleaceum là một loài thực vật có hoa trong họ Rau răm. Loài này được Wall. miêu tả khoa học đầu tiên năm 1886.